# Robert Gerber
Robert Gerber (* 26. Februar 1953 in Boltigen, Kanton Bern) ist ein Schweizer Kantonspolitiker und war bis zu seiner Pensionierung im Februar 2016 über 20 Jahre Schweizer Polizeikommandant in Grenchen.

## Leben
Gerber erlernte den Beruf eines Landwirts (Avully GE und Boltigen BE). 1971/72 besuchte er die Bergbauernschule Hondrich. In der Armee bekleidete er zuletzt den Grad eines Oberstleutnants (Chef Polizeidienst einer Territorialdivision). 1982 wurde er in den Gemeinderat von Rubigen BE gewählt. 1983 wurde er zum Vizepräsident des Gemeinderates gewählt. 1986 bis 1989 war er Gemeinde- und Gemeinderatspräsident (SVP). 2004/05 war er Mitglied des Kantonsrats (FDP) des Kantons Solothurn.
1977 bis 1983 war er bei der Schweizerischen Genossenschaft für Schlachtvieh- und Fleischversorgung (GSF) tätig. 1983 bis 1989 war er Stellvertreter des Kreiskommandanten von Konolfingen. 1989 wählte ihn der Gemeinderat von Grenchen SO zum Kommandant-Stellvertreter der Stadtpolizei Grenchen. Am 1. Juli 1994 übernahm er das Polizeikorps als Kommandant. Auf den 3. Juli 2012 ernannte ihn der Gemeinderat von Grenchen zum Leiter der Sicherheits- und Bereitschaftsdienste (S+B), einem Zusammenschluss von Polizei, Feuerwehr, Rettungsdienst und Zivilschutz. Auf den 31. Dezember 2015 trat er in den Ruhestand.
Seit 2002 vertritt er die Kirchgemeinde Grenchen-Bettlach in der Synode der Reformierten Kirchen Bern-Jura-Solothurn (Kirchenparlament mit 200 Mitgliedern). 2011/2012 war er deren Vizepräsident und 2013/2014 deren Präsident. Seit 2014 ist er Mitglied der Finanzkommission und deren Präsident. 
Am 21. Mai 2017 wurde er in den Gemeinderat (FDP) der Stadt Grenchen gewählt. Seit 2021 ist er auch Mitglied der fünfköpfigen Gemeinderatskommission der Stadt Grenchen.